# Железнодорожная улица (Ртищево)
Железнодоро́жная у́лица — одна из старейших центральных улиц города Ртищево. Проходит от Саратовской улицы до улицы имени 8-го Марта.

## История
Одна из первых улиц города Ртищево. Начала застраиваться в 1870-х годах на землях, арендованных у крестьян 2-го Ртищевского общества села Ртищево. Впервые упоминается в документах в 1893 году. Носила второе название Большая Железнодорожная. В августе 1929 года улица была разделена на две части: 1-ю Железнодорожную и 2-ю Железнодорожную улицы. Вновь единой улица стала 29 ноября 1957 года. В 1967 году Ртищевский горисполком планировал переименовывать улицу Железнодорожную в улицу 50 лет Октября, однако данное решение принято не было. В 1969 году в состав улицы Железнодорожной вошла улица Саратовский тупик.

## Транспорт
По улице проходят все маршруты городского общественного транспорта.

## Здания и сооружения
Улица имеет смешанную застройку. На улице расположены следующие здания и сооружения:

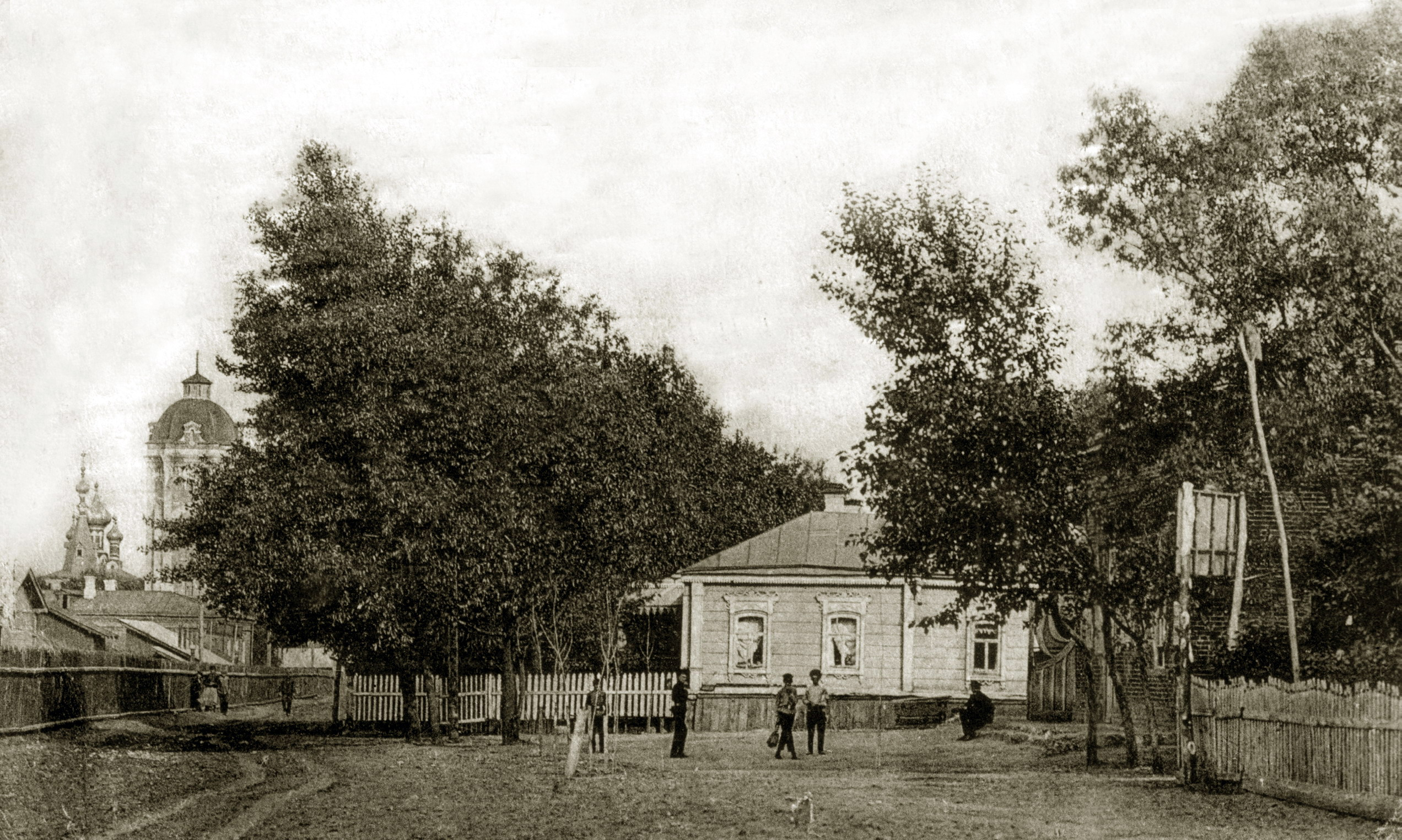
Улица Железнодорожная в 1917 году

по нечётной стороне:
- № 5 — НУЗ Отделенческая больница на станции Ртищево ЮВЖД. Поликлиническое отделение (1981 года постройки)
- № 9 — Дом отдыха локомотивных бригад (построен в конце XIX века)
- № 15 — Александро-Невская церковь (1911 года постройки)
- № 17 — Железнодорожный вокзал (1871 года постройки)
- № 21 — Средняя общеобразовательная школа № 7
- № 23 — Гостиница «Заря»
- № 31/1 — Крытый рынок

по чётной стороне:
- № 12 — Кинотеатр имени М. И. Калинина (1911 года постройки)
- № 72 — Городской культурный центр (ранее Дворец культуры железнодорожников имени В. И. Ленина; 1935 года постройки); Отдел культуры и кино
- № 72а — Плавательный бассейн «Дельфин» (1972 года постройки)
- № 72б — Стадион «Локомотив»
- № 82а — Средняя общеобразовательная школа № 9
- № 84а — Ртищевский городской суд (ранее общежитие Железнодорожного училища № 3)

## Галерея

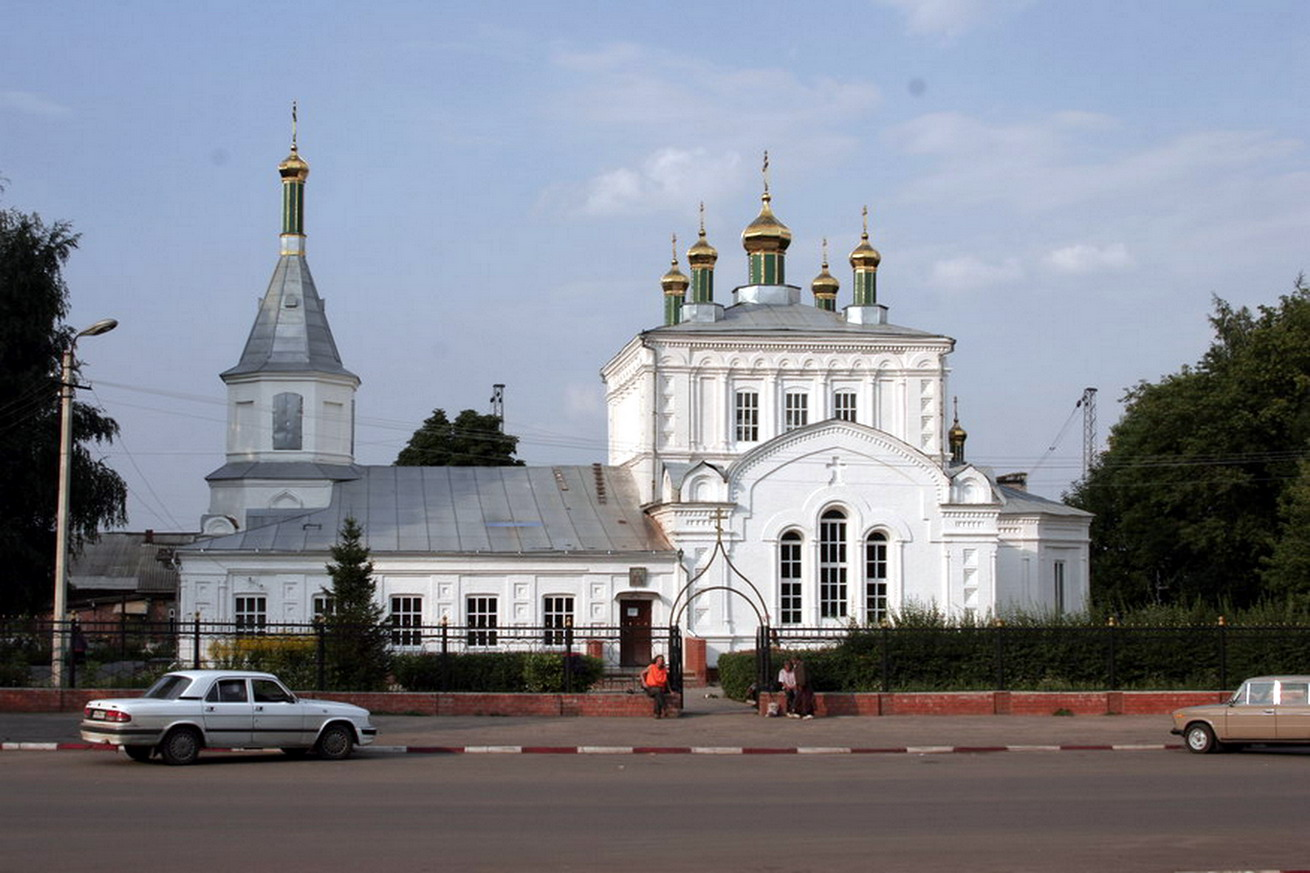
Александро-Невская церковь
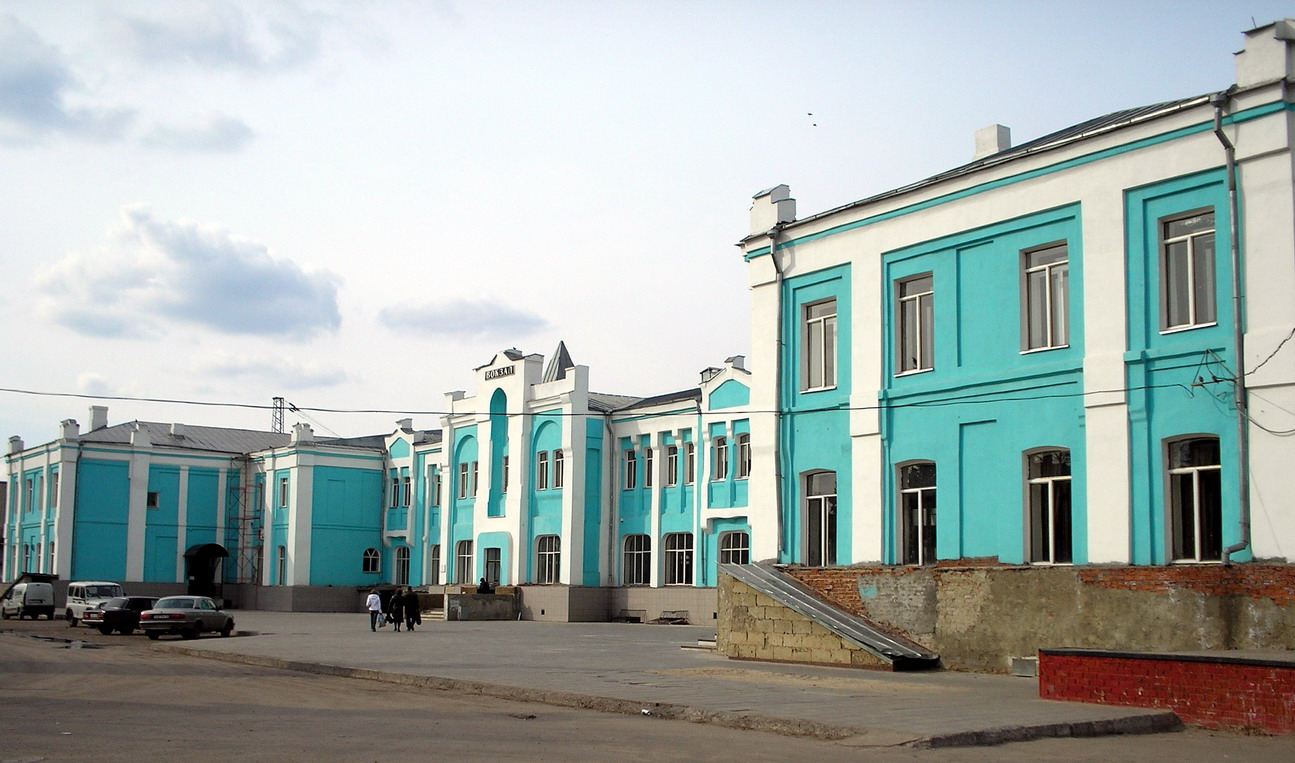
Вокзал станции Ртищево I
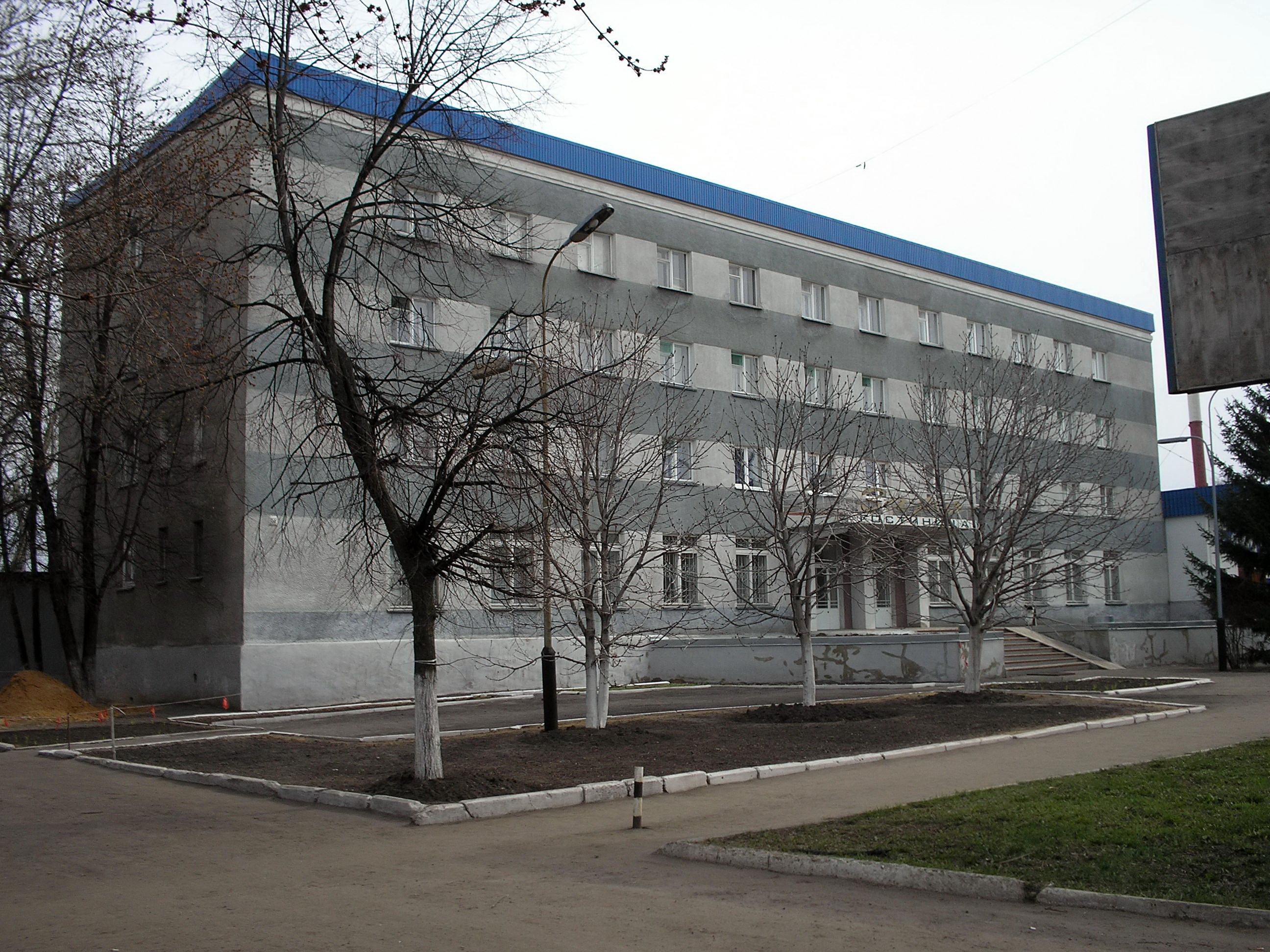
Гостиница «Заря»
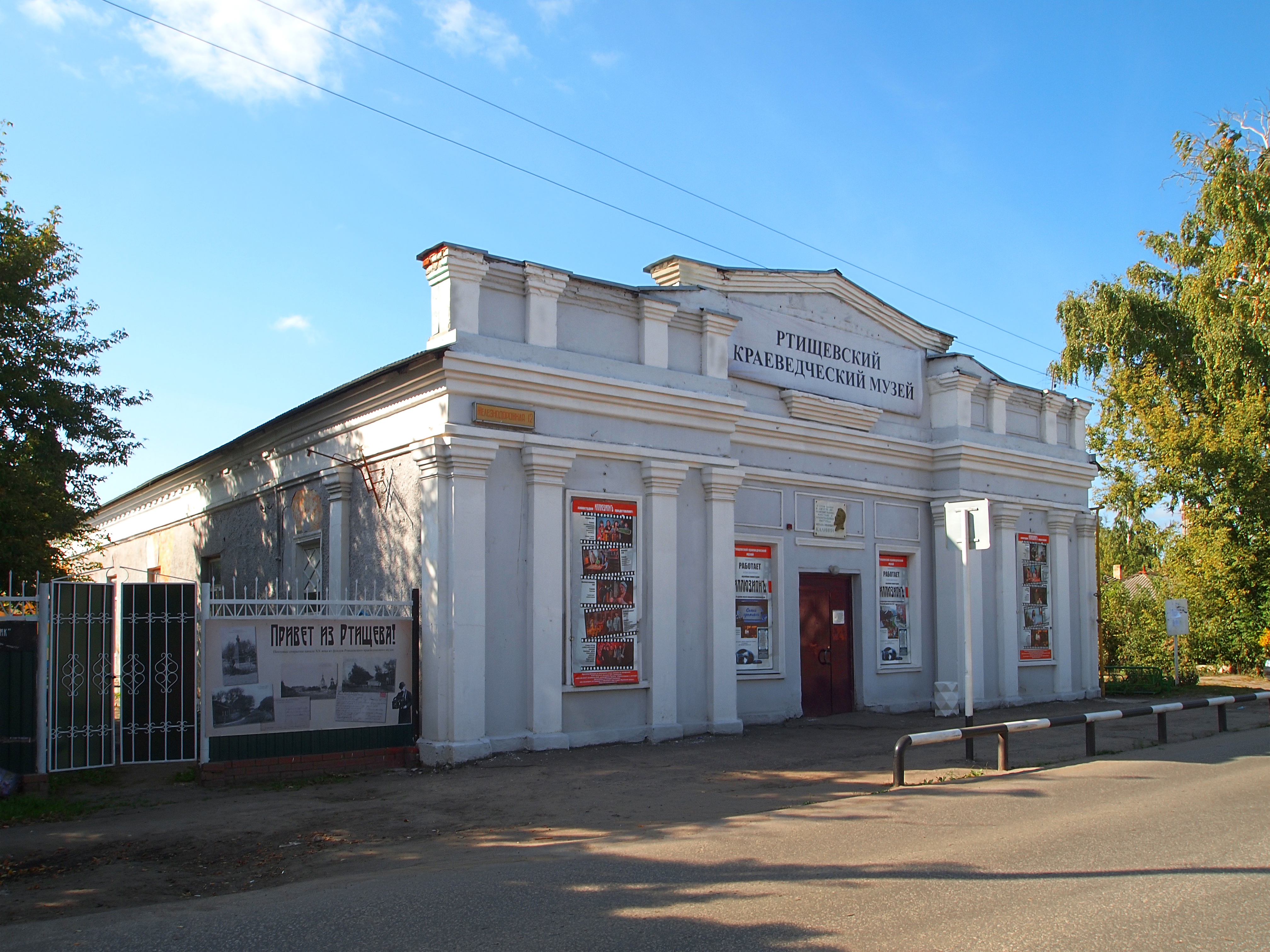
Ртищевский краеведческий музей
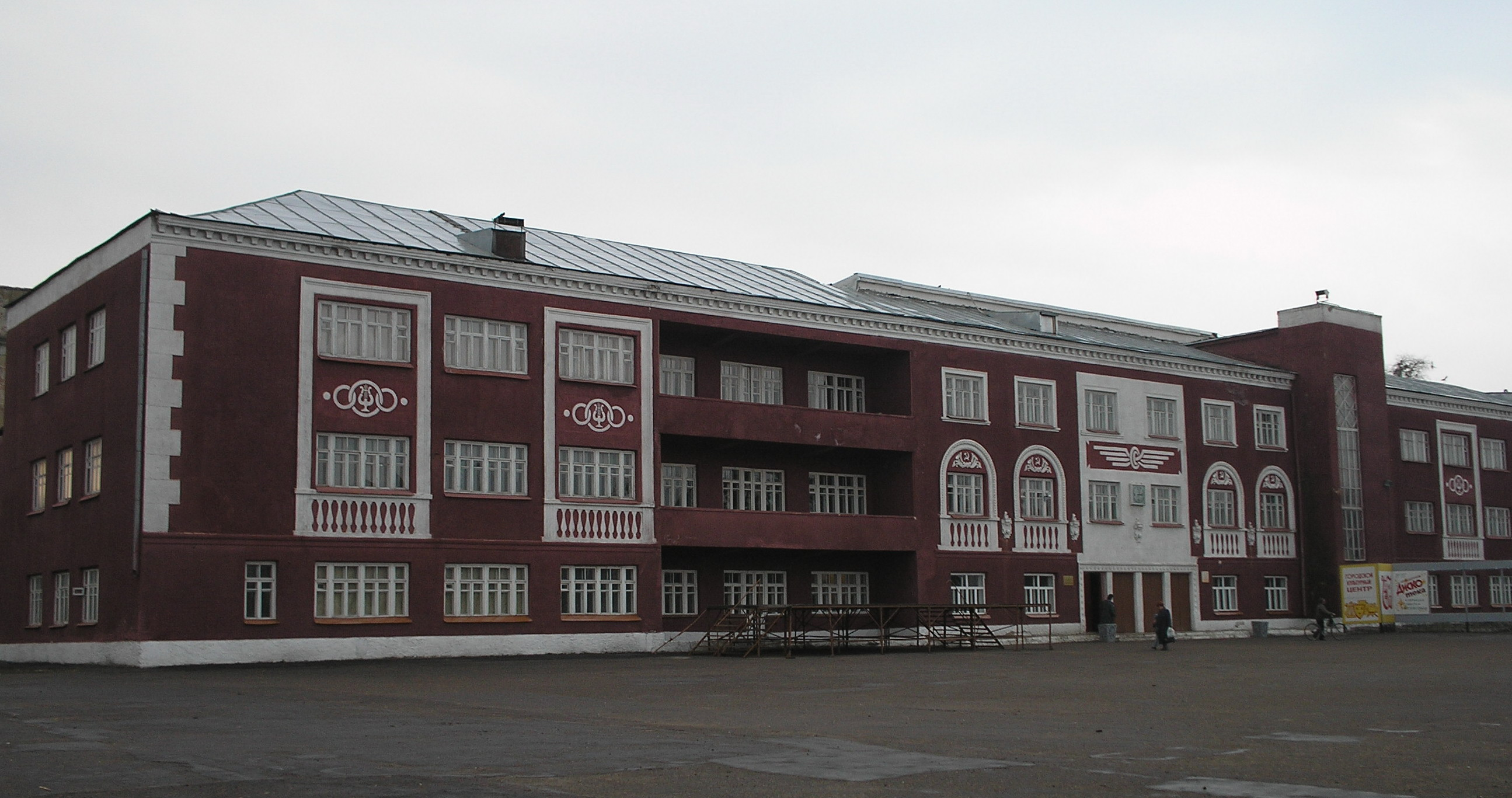
Городской культурный центр
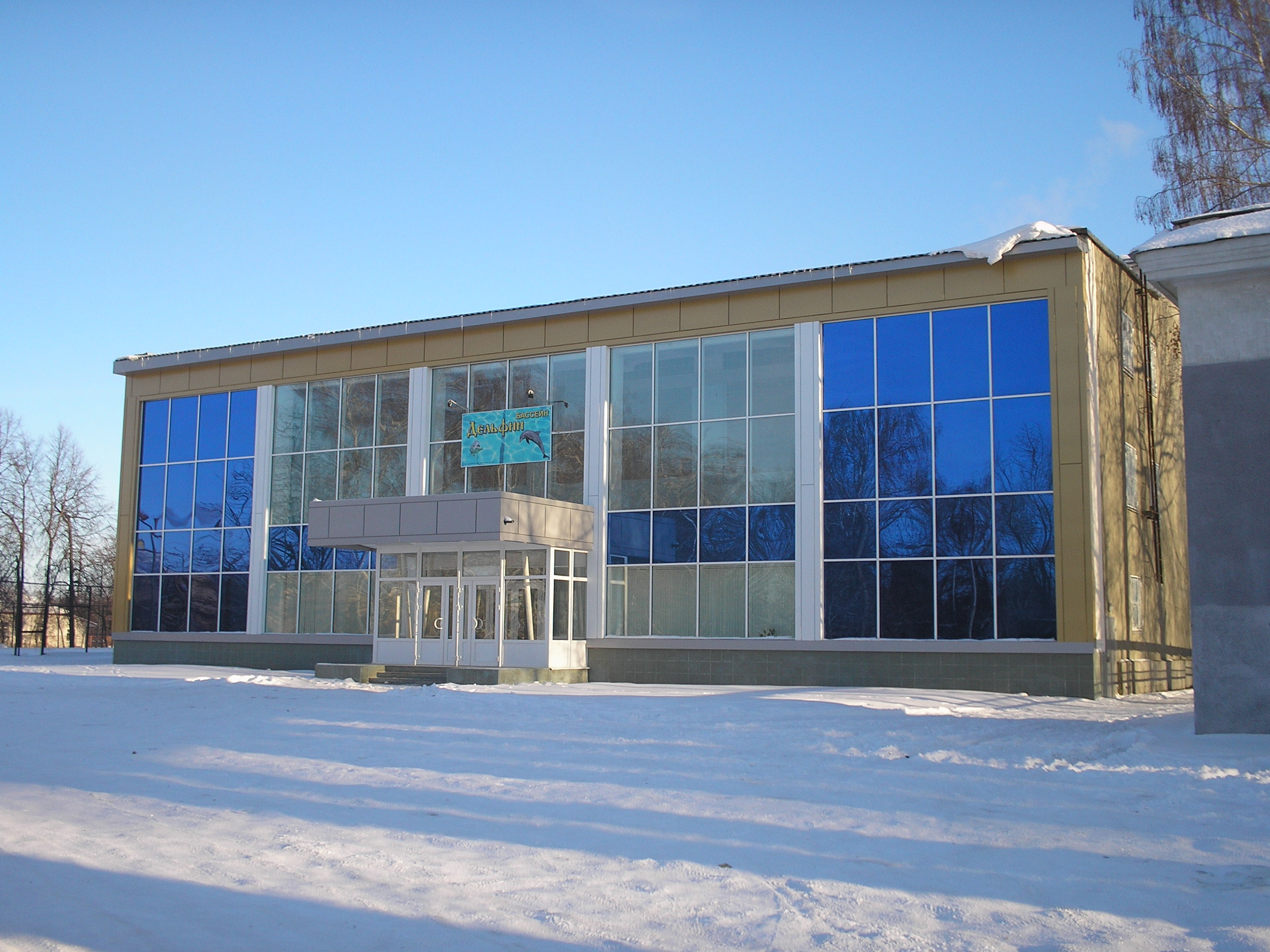
Плавательный бассейн «Дельфин»